# Wildpoldsried
Wildpoldsried est une commune de Bavière (Allemagne), située dans l'arrondissement d'Oberallgäu, dans le district de Souabe. Elle a été élue [par qui ?] ville la plus écologique du monde grâce à sa transition énergétique, mise en œuvre par son maire depuis 1996, Arno Zengerle.